# بیفهاید (کنتاکی)
بیفهاید (به انگلیسی: Beefhide) یک منطقهٔ مسکونی در ایالات متحده آمریکا است که در کنتاکی واقع شده‌است. بیفهاید ۳۷۰٫۰۳ متر بالاتر از سطح دریا واقع شده‌است.